# John Atkinson
John Atkinson, baron Atkinson, (13 décembre 1844 - 13 mars 1932) est un homme politique et juge irlandais. Il est Lord of Appeal in Ordinary de 1905 à 1928.

## Jeunesse et carrière
Atkinson est né à Drogheda, comté de Louth, le fils aîné d'Edward Atkinson, médecin, de Glenwilliam Castle, comté de Limerick et Skea House, Enniskillen, comté de Fermanagh, et de sa femme Rosetta.
Il fait ses études à la Belfast Academy et plus tard au Queen's College Galway, qu'il fréquente de 1858 à 1865. Il remporte des bourses d'études juniors en sciences de la Faculté des arts, 1858–59, 1859–60 et 1860–61. Il obtient le baccalauréat en mathématiques avec les honneurs de première classe en 1861, et poursuit des études variées de troisième cycle - de l'étude initiale des sciences (avec des bourses supérieures en mathématiques, 1861–62, et en philosophie naturelle, 1862–63), il part en droit, obtenant un diplôme de première classe en droit élémentaire en 1864 puis un LL de première classe en 1865. Tout au long de sa carrière universitaire, il est noté comme un orateur de distinction et est auditeur de la Literary and Debating Society du collège pour la session 1862–1863.
Atkinson est admis au barreau irlandais en 1865 et nommé conseiller de la reine en 1880 à l'âge de 35 ans et pratique sur le circuit de Munster. Il est élu conseiller des King's Inns en juin 1885. En 1890, il est admis au barreau anglais par l'Inner Temple et y est élu conseiller en 1906. Atkinson représente le Times Newspaper devant la Commission Parnell en 1888.

## Vie politique
Atkinson est politiquement actif tout au long de sa carrière au barreau et, en 1889, il est nommé solliciteur général de l'Irlande. Il devient procureur général de l'Irlande en 1892 et plus tard cette année-là est nommé conseiller privé. En janvier 1893, après avoir quitté le poste de procureur général, il soutient une motion lors d'une réunion unioniste dans le comté de Fermanagh déclarant une opposition renouvelée au Home Rule. Lors d'une réunion en mars de la même année (1893) à Leinster Hall, Atkinson déclare qu'une rupture de l'Union entre le Royaume-Uni et l'Irlande signifierait la fin de la liberté civile et religieuse. En décembre 1893, il est choisi pour représenter le parti unioniste à North Londonderry. Sa candidature est approuvée par Arthur Balfour, alors chef de la Chambre des communes, avec les mots - "il est important que les loyalistes d'Ulster soient représentés par des hommes éloquents et capables". Atkinson est élu député conservateur de North Londonderry en 1895; lors de son élection, il est de nouveau  nommé procureur général, poste qu'il occupe pendant les dix années suivantes. Pendant ce temps, il est étroitement impliqué dans l'élaboration de nombreux textes législatifs importants, notamment l'Irish Land Act de 1896 et le Local Government Act de 1898.

## Law lord
Le 19 décembre 1905, il est nommé à la Chambre des lords en tant que Lord of Appeal in Ordinary et pair à vie sous le titre de baron Atkinson, de Glenwilliam dans le comté de Limerick, le premier avocat irlandais à être nommé en tant que Law Lord directement de sa pratique au barreau. Pour le titre de sa pairie à vie, il choisit Glenwilliam, d'après le château de Glenwilliam dans le Comté de Limerick, la demeure de son père. La nomination d'Atkinson, cependant, n'est pas accueillie unanimement. En tant qu'ancien membre du cabinet, il est considéré comme un juge politique, mais son travail et son sens aigu de la justice en sont venus à être considérés comme un ajout précieux à la magistrature. Lors de sa nomination en tant que Law Lord, il se retire de la politique active, limitant ses contributions sur les questions politiques à la Chambre des Lords à la discussion des questions irlandaises, telles que l'Irish Land Bill en 1909, auquel il dépose plusieurs amendements. Atkinson prend sa retraite en tant que juge en 1928 et est décédé à son domicile au 39 Hyde Park Gate à Londres le 13 mars 1932. Un portrait de John Saint-Hélier Lander est accroché dans la salle du bar de King's Inns, Dublin.

## Sources
- TC Tobias, 'Atkinson, John, Baron Atkinson (1844–1932)', rév. Sinéad Agnew, Oxford Dictionary of National Biography, Oxford University Press, 2004.
- Obituary, The Times, 14 mars 1932. voir aussi la réponse d'Arthur Balfor du 15 mars 1932.
- Arthur G. M. Hesilrige, Debrett's Peerage and Titles of courtesy, London, London: Dean & son, limited, 1921 (lire en ligne), p. 77